# Tugtupita
La tugtupita és un mineral de la classe dels silicats, que pertany al grup helvina de minerals. Rep el seu nom de la localitat de Tugtup (Groenlàndia), on va ser descoberta l'any 1962.

## Característiques
La tugtupita és un tectosilicat anhidre de sodi i beril·li amb anions addicionals clorur, i amb estructura molecular de tectosilicat sense zeolites. A més dels elements de la seva fórmula, Na₄(AlBeSi₄O₁₂)Cl, sol portar com impureses: ferro, gal·li, magnesi, calci, potassi, aigua i sofre. Cristal·litza en el sistema tetragonal. La seva duresa a l'escala de Mohs és de 4, la mateixa que la de la fluorita.
Segons la classificació de Nickel-Strunz, la tugtupita pertany a «09.FB - Tectosilicats sense H₂O zeolítica amb anions addicionals» juntament amb els següents minerals: afghanita, bystrita, cancrinita, cancrisilita, davyna, franzinita, giuseppettita, hidroxicancrinita, liottita, microsommita, pitiglianoïta, quadridavyna, sacrofanita, tounkita, vishnevita, marinellita, farneseïta, alloriïta, fantappieïta, cianoxalita, balliranoïta, carbobystrita, depmeierita, kircherita, bicchulita, danalita, genthelvita, haüyna, helvina, kamaishilita, lazurita, noseana, sodalita, tsaregorodtsevita, marialita, meionita i silvialita.

## Formació i jaciments
Apareix reemplaçant a la chkalovita en filons hidrotermals tallant la roca sienita amb sodalita. També com a producte de l'alteració en roques ígnies intrusives, pegmatites riques en àlcalis i pobres en sílice. Sol trobar-se associada a altres minerals com: albita, analcima, egirina, natrolita, chkalovita, mica litiosa, epistolita, niobofilita, monacita, rabdofana, gerasimovskita, nenadkevichita o berilita.